# Тегі
Тегі́ (рос. Теги, хант. Тєк кәрт) — село у складі Березовського району Ханти-Мансійського автономного округу Тюменської області, Росія. Входить до складу Березовського міського поселення.
Населення — 356 осіб (2010, 415 у 2002).
Національний склад станом на 2002 рік: ханти — 78 %.